# 277年
| 千纪： | 1千纪                                                                                           |
| 世纪： | 2世纪 \| 3世纪 \| 4世纪                                                                         |
| 年代： | 240年代 \| 250年代 \| 260年代 \| 270年代 \| 280年代 \| 290年代 \| 300年代                       |
| 年份： | 272年 \| 273年 \| 274年 \| 275年 \| 276年 \| 277年 \| 278年 \| 279年 \| 280年 \| 281年 \| 282年 |
| 纪年： | 丁酉年（鸡年）；东吴天纪元年；西晋咸寧三年                                                      |

## 大事记
- 2月20日日食：环食带经过辽东半岛、山东半岛、河南到云南一带。[來源請求]
- 晉將文俶率軍大破禿髮樹機能，諸胡二十萬人歸降。
- 拓跋沙漠汗在其父拓跋力微的默許下被各部酋長所殺，拓跋力微因此憂愁而死，拓跋力微另一子拓跋悉鹿繼位。

## 各国领袖

### 亞洲
- 中國
  - 西晋皇帝：晋武帝司马炎（265年－290年）
  - 孙吴皇帝：吴末帝（乌程侯）孙皓（264年－280年）
- 拓跋部 - 
  1. 拓跋力微，鲜卑大人（219年－277年）
  2. 拓跋悉鹿，鲜卑大人（277年－286年）
- 铁弗 - 誥升爰，鲜卑大人（272年－309年）
- 朝鲜半岛（朝鲜三国时代）
  - 百济 - 古尔王，百济王 （234年－286年）
  - 伽耶 - 麻品王，伽耶君主（259年－291年）
  - 高句丽 - 西川王，高句丽王（270年－292年）
  - 新罗 - 味邹尼師今，新罗王（262年－284年）
- 亚美尼亚- 梯里达底三世，亚美尼亚王（252年－287年）
- 伊比利亚 - Aspacures一世，伊比利亚国王（265年－284年）
- 巴克特里亞与健馱邏國- Hormizd一世（265年－295年）
- 波斯萨珊王朝 - 巴赫拉姆二世，波斯国王（276年－293年）
- 印度笈多王朝 - 室利笈多（英语：Gupta (king)），笈多国王（240年－280年）
- 泰米尔哲罗王朝 - Perumkadungo（257年－287年）
- 西薩特拉普王朝- Rudrasen二世（256年－278年）

### 欧洲
- 罗马帝国 - 马库斯·奥里利乌斯·普罗布斯，罗马皇帝（276年－282年）

### 非洲
- 库施王朝 - Malegorobar（266年－283年）
- 阿克苏姆王国王朝 - Endubis（c.270－c.300年）

## 逝世
- 拓跋力微，中國西晉初年時索頭部鮮卑族領袖，277年至286年在位，是南北朝時期北魏皇帝的先祖。
- 拓跋沙漠汗，中國三國後期至西晉初年的索頭部鮮卑人，雖未曾為索頭部首領，但仍是北魏所追尊的先祖之一